# 拉万特河谷圣保罗
拉万特河谷圣保罗是奥地利克恩顿州沃尔夫斯贝格县的一个市镇。总面积47.32平方公里，总人口3615人，人口密度76.4人/平方公里（2005年）。